# Apalis emmascarada
L'apalis emmascarada o apalis mostatxut (Apalis binotata) és una espècie d'ocell passeriforme que pertany a la família Cisticolidae.

## Distribució i hàbitat
Es troba a Angola, Camerun, República Democràtica del Congo, Guinea Equatorial, el Gabon, Tanzània i Uganda.
L'hàbitat naturals són els boscos secs subtropicals o tropicals i els boscos baixos humits subtropicals o tropicals.